# Владимир Лајнерт
Владимир Лајнерт (Vladimir Leinert; Бјеловар, 1906 — Загреб, 14. мај 1973) био је југословенски фудбалер.

## Биографија
Рођен је 1906. године у Бјеловару. Играо је на позицији нападача. На почетку фудбалске каријере наступао за загребачки клуб Дерби. Већину времена је провео играјући за загребачки ХАШК, у периоду од 1924. до 1935. године. Био је профињен техничар, добар дриблер и шутер. Наступао је на утакмицама с наочарима. По занимању је био инжењер грађевине.
За репрезентацију Југославије одиграо је пет утакмица и постигао два гола. Дебитовао 1926. против репрезентације Румуније у Загребу, а последњи пут је играо 1929. против Чехословачке у Прагу (резултат 3:4).
Преминуо је 14. маја 1973. у Загребу.

## Голови за репрезентацију
Голови Лајнерта у дресу са државним грбом.
| #  | Датум             | Место | Противник    | Гол | Резултат | Такмичење            |
| -- | ----------------- | ----- | ------------ | --- | -------- | -------------------- |
| 1. | 19. мај 1929.     | Париз | Француска    | 2:0 | 3:1      | Пријатељска утакмица |
| 2. | 28. октобар 1929. | Праг  | Чехословачка | 2:4 | 3:4      | Пријатељска утакмица |